# Piaggio P.10
Piaggio P.10 là một loại thủy phi cơ trinh sát hai tầng cánh của Ý trong thập niên 1930, do hãng Piaggio của Ý thiết kế chế tạo.

## Tính năng kỹ chiến thuật (P.10)
Dữ liệu lấy từ The Illustrated Encyclopedia of Aircraft
Đặc điểm tổng quát
- Kíp lái: 3
- Chiều dài: 10,27 m (33 ft 8 in)
- Sải cánh: 13.80 m (45 ft 3.25 in)
- Chiều cao: 4,27 m (14 ft 0 in)
- Diện tích cánh: 46,45 m2 (500.0 ft2)
- Powerplant: 1 × Bristol Jupiter IV, 328 kW (440 hp)

Hiệu suất bay
- Vận tốc cực đại: 195 km/h (121 mph)

Vũ khí trang bị
- 1 súng máy 7,62mm (0.303 in)